# АН/ТПС-63
АН/ТПС-63 је амерички 2Д стационирани радар.

## Опис
Произвођач овог радара је компанија WESTINGHOUSE из САД. У службу је уведен 1978. године и произведено је укупно 97 радара овог типа.
ТПС-63 је 2Д  осматрачки радар намењен за откривање ниско-летећих циљева и попуњавање рупа у осматрању радара великог домет. 
Поседује домет од 370 километара по даљини и 12.190 метара по висини. Циљ са радарским одразом од 1m2 може да открије на 150 километара. 
Војска Југославије га је ефикасно користила током НАТО агресије 1999. године.